# Полынь северная
Полынь северная (лат. Artemisia borealis) — вид многолетних растений рода Полынь семейства Астровые или Сложноцветные (Asteraceae).
Некоторыми источниками рассматривается в качестве подвида полыни полевой — Artemisia campestris subsp. borealis (Pall.) H.M.Hall & Clem.

## Ботаническое описание

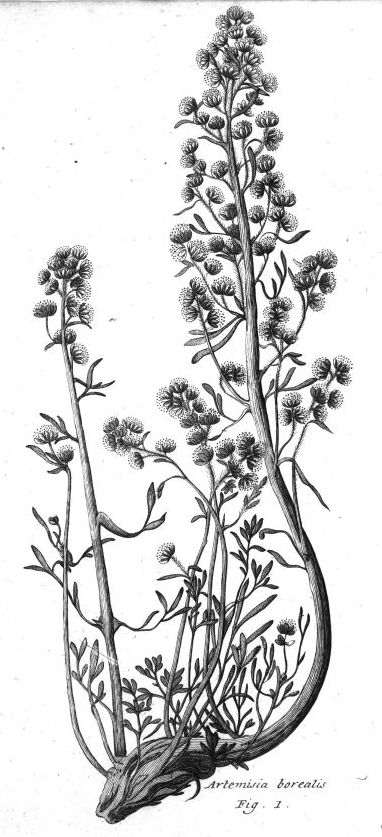
Ботаническая иллюстрация из второй части третьего тома книги Палласа Reise durch verschiedene Provinzen des russischen Reichs, 1776

Растение с одревесневающим толстым корнем. Стеблекорень многоглавый, несёт остатки оснований черешков листьев предыдущих сезонов и пучки листьев последнего года.
Побег с цветками порой один, но иногда бывает несколько, простых или ветвистых, в высоту достигающих до 35 см, иногда приобретают фиолетовый оттенок.
Молодые листья густо покрыты волосками, позже практически голые.
Прикорневые листья и нижние стеблевые листья без ушек, посажены на длинные черешки, с листовыми пластинками до 10 см длиной, дважды и трижды перисто-рассечённые, с конечными дольками линейными, ланцетной формы, длиной от 2 до 10 мм и шириной от 0,5 до 1,5 мм.
Листья в верхней чести стебля и в соцветии, обычно цельные, линейной формы, выступающие за пределы соцветия дальше боковых веточек.
Соцветие кистевидное, иногда метельчатое, узкое. Корзинки имеют практически шаровидную форму, диаметром около 4—7 мм. Обёртки сложены листочками голыми или густо-опушенными, снаружи обёртки листочки овальной формы и буровато-пурпурового цвета, внутри обёртки листочки более крупные, с беловато-пленчатым окаймлением на краях. Цветоложе голое.
Пестичные цветки с трубчатым венчиком, всего около 16 штук, тычиночные цветки с голым или волосистым венчиком в количестве до 20.
Плоды — уплощённые сухие семянки длиной около 2 мм, удлиненно-яйцевидной формы, чёрно-бурого цвета.
Кариотип 2n=36 — Тункинский хребет, плато Путорана, Таймыр, Якутия.
Экземпляр описан из низовий Оби.

## Распространение и экология
На территории России произрастает в северо-восточных районах Сибири, в Тюменской и Читинской областях, в Республике Алтай, Красноярском крае, Бурятии, Якутии. За пределами России вид широко распространён в арктических и горных областях Северной Америки, встречается на западе Гренландии.
Селится на осыпях и в песках, на щебнистых местах в тундре, в поймах рек на галечных и песчаных участках.

## Значение и применение
Поедается северным оленем (Rangifer tarandus).

## Таксономия
- Absinthium boreale Besser
- Artemisia allionii Nyman
- Artemisia borealis subsp. adamsii (Besser) Leonova
- Artemisia borealis f. adamsii (Besser) J.Rousseau
- Artemisia borealis f. borealis
- Artemisia borealis f. latisecta (Fernald) J.Rousseau
- Artemisia borealis var. latisecta Fernald
- Artemisia borealis subsp. nana (Gaudin) Wilcz. & Schinz
- Artemisia borealis f. purshii J.Rousseau
- Artemisia borealis f. wormskioldii J.Rousseau
- Artemisia borealis var. wormskioldii Besser
- Artemisia campestris subsp. spithamaea (Pursh) H.M.Hall & Clem.
- Artemisia camtschatica Ledeb
- Artemisia canadensis f. dutillyanus J.Rousseau ex Lepage
- Artemisia canadensis f. peucedanifolia J.Rousseau
- Artemisia canadensis f. pumila J.Rousseau
- Artemisia canadensis f. repustris J.Rousseau
- Artemisia commutata var. hookeriana (Besser) Besser
- Artemisia desertorum Besser ex Hook.f. nom. illeg.
- Artemisia desertorum var. hookeriana Besser
- Artemisia desertorum var. pallasiana (Besser) Pamp.
- Artemisia gelida Ledeb.
- Artemisia groenlandica Wormsk.
- Artemisia helvetica Schleich.
- Artemisia nana Gaudin
- Artemisia norica Leyb.
- Artemisia peucedanifolia Juss. ex DC.
- Artemisia remosa Sugaw.
- Artemisia stelleri Steven ex Ledeb.
- Artemisia vermiculata Schangin ex DC.
- Artemisia violacea Ledeb.
- Draconia campestris subsp. borealis (Pall.) Soják
- Oligosporus borealis (Pall.) Poljakov